# Primarias presidenciales de la Unión Cívica Radical de 1983
Las elecciones primarias presidenciales de la Unión Cívica Radical de 1983 se programaron para el domingo 14 de agosto del mencionado año con el objetivo de escoger al binomio presidencial que disputaría las elecciones generales del 30 de octubre de 1983. Serían los primeros comicios internos del radicalismo desde 1972 debido al golpe de Estado del 24 de marzo de 1976, que instauró una dictadura militar autodenominada Proceso de Reorganización Nacional, gobernante hasta ese mismo año y durante la cual se cometieron numerosas violaciones a los derechos humanos. Se habrían realizado unos meses después de los comicios de renovación de autoridades partidarias, que habían quedado paralizadas en su situación previa al golpe. Tras la muerte de Ricardo Balbín en 1981, el partido era presidido por el exgobernador de Entre Ríos Carlos Raúl Contín.
Al igual que en 1972, las dos principales corrientes internas del partido eran la Línea Nacional, denominada también "balbinismo", y el Movimiento de Renovación y Cambio, encabezado por Raúl Alfonsín, que había perdido las anteriores primarias contra Balbín. Tras la muerte de este último, el candidato presidencial fue su compañero de fórmula en las elecciones de septiembre de 1973, el exsenador Nacional por Capital Federal Fernando de la Rúa, debiendo competir contra Alfonsín. El compañero de fórmula de Alfonsín fue Víctor Martínez, ex intendente de la ciudad de Córdoba y representante de una corriente provincial cordobesa del partido. De la Rúa, por su parte, concurrió secundado por el exvicepresidente Carlos Humberto Perette.
El 17 de julio se realizó la elección de autoridades partidarias, en las cuales el Movimiento de Renovación y Cambio obtuvo un abrumador triunfo en la provincia de Buenos Aires y otros distritos de importancia, al punto que la Línea Nacional ni siquiera superó el piso requerido para obtener la representación por la minoría. Aunque todavía debían realizarse elecciones internas en algunos distritos, el resultado dejó a Alfonsín como virtual presidente electo del partido y vaticinó una derrota segura para De la Rúa en la interna presidencial.
Poco después de constatarse el resultado, De la Rúa anunció que declinaba su precandidatura en favor de Alfonsín, bajo el alegato de que no hacerlo sería «negar la realidad», y que incrementar un conflicto abierto entre el balbinismo y el alfonsinismo solo dividiría al partido de cara a la elección general, propiciando una victoria del Partido Justicialista. La retirada de De la Rúa fue aclamada por su sector interno, reconociéndolo como algo "inédito". Alfonsín y De la Rúa negociaron posteriormente una proclamación temprana de la fórmula presidencial, y de este modo podrían comenzar la campaña proselitista rápidamente. En las elecciones generales de octubre, Alfonsín se impuso por amplio margen con el 51.75% de los votos, constituyendo la primera derrota del justicialismo en elecciones libres y llevando al poder al radicalismo por primera vez en décadas. De la Rúa fue candidato nuevamente a Senador Nacional por Capital Federal, venciendo abrumadoramente con más del 62% de los votos en el distrito porteño.